# Utetes melanosoma
Utetes melanosoma är en stekelart som först beskrevs av Szepligeti 1914.  Utetes melanosoma ingår i släktet Utetes och familjen bracksteklar. Inga underarter finns listade i Catalogue of Life.